# Timidină
Timidina (denumită și dezoxitimidină) este un dezoxinucleozidă pirimidinică, fiind compusă dintr-o moleculă de pirimidină legată de o dezoxiriboză. Este un constituent al ADN-ului, realizând legături cu restul de adenină din structura de dublu helix.